# 長崎市立小江原小学校
長崎市立小江原小学校（ながさきしりつ こえばるしょうがっこう, Nagasaki City Koebaru Elementary School）は、長崎県長崎市小江原二丁目にある公立小学校。

## 概要
歴史
小江原地区の人口増加に伴い、1977年（昭和52年）に設置された。2012年（平成24年）に創立35周年を迎えた。
学校教育目標
「子ども一人一人が伸びる学校」
校章
松田猛によるデザイン。
校歌
作詞は山田喜孝、作曲は西村雄二による。1979年（昭和54年）12月24日制定。歌詞は3番まであり、各番に校名の「小江原」が登場する。
校区
中学校区は長崎市立小江原中学校。

## 沿革
- 1977年（昭和52年）
  - 4月1日 - 開校。鉄筋コンクリート造4階建校舎
  - 4月6日 - 開校式、始業式を挙行。児童数517名（17学級）、教職員数23名。
  - 4月7日 - 1・2・6年は小江原新校舎で、3・4・5年は長崎市立城山小学校（北緯32度46分24.7秒 東経129度51分26.9秒 / 北緯32.773528度 東経129.857472度）小江原校舎に分かれて授業を開始。
- 1978年（昭和53年）
  - 3月20日 - 第1回卒業証書授与式を長崎県立長崎北高等学校体育館で挙行。（第1回卒業生85名）。
  - 3月27日 - 増築校舎が完成し、3・4・5年が小江原新校舎に移転。校舎分散授業を解消。
  - 4月10日 - 給食室が完成し、給食を開始。
  - 4月14日 - 小江原小学校育友会（PTA）が発足。
- 1979年（昭和54年）9月26日 - 運動場を整備。
- 1980年（昭和55年）
  - 3月15日 - 校章を制定。
  - 3月31日 - 特別教室棟、体育館が完成。
- 1981年（昭和56年）
  - 3月2日 - 校舎・体育館・プールの総合落成式を挙行。校旗を制定。
  - 3月18日 - プールが完成。
- 1986年（昭和61年）4月1日 - 特殊学級（現特別支援学級）を開設。
- 1993年（平成5年）4月1日 - 小江原地区の児童数増加に伴い、小江原小学校から約1km離れた場所に長崎市立桜が丘小学校が開校し、生徒を移す。
- 1997年（平成9年）8月28日 - 図書室が完成。
- 2006年（平成18年）2月8日 - 全校なわとび記録会を開始。
- 2011年（平成23年）4月 - 通級指導教室「すばる」を開設。

## 学校行事
- 運動会は春（5月）に行われている。

## アクセス
最寄りのバス停
- 長崎バス
  - 「第二団地東口」下車後、徒歩すぐ。
  - 「第二団地入口」下車後、徒歩約5～10分。
  - 「小江原」下車後、徒歩約10～15分。

最寄りの県道
- 長崎県道112号長崎式見港線

## 周辺
- 周りを住宅地（小江原第二団地）に囲まれている。
- 長崎県立長崎北高等学校
- 長崎市立桜が丘小学校
- 小江原中央病院
- 長崎市消防局北消防署小江原出張所
- 第二ひかり幼稚園
- 小江原保育園
- ダイソー小江原店
- エレナ小江原店
- 小江川

## 関連事項
- 長崎県小学校一覧